# ニコロズ・カティアシヴィリ
ニコロズ・カティアシヴィリ（Nikoloz Khatiashvili、1992年5月22日 - ）は、ラグビー・ヨーロッパ・スーパーカップ、ブラックライオンに所属するラグビー選手。

## プロフィール
- ジョージアトビリシ出身[2]。
- ポジションはプロップ(PR)。
- 身長 177cm、体重 116kg
- ジョージア代表キャップは3（2021年2月現在）で2015年W杯代表メンバーに追加招集された[3]。
- 左腕には和風の入れ墨が入っている[4]。
- 幼い頃から日本には興味があった[5]。

## 略歴
15歳まではアマチュアボクシング（ヘビー級）をやっており、15歳から地元クラブのジキでラグビーを始めた。
オーリヤックを経て、2018年5月にはサンウルブズの2018年スコッドに追加招集された。
その後STMクラスノヤルスク、エンセイSTMを経て、2020年、ヒューストン・セイバーキャッツに加入。
2021年、ブラックライオンに加入。